# نوربرت روژا

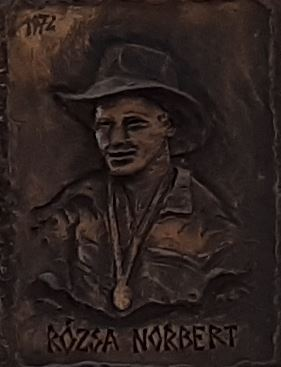
مجسمه نوربرت روژا

نوربرت روژا (به انگلیسی: Norbert Rózsa) (زادهٔ ۹ فوریهٔ ۱۹۷۲) شناگر اهل مجارستان است.